# Pave Pius 6.
Pave Pius 6. (25. december 1717 – 29. august 1799) var pave fra år 1775, hvor han blev valgt, frem til sin død i 1799.
| Efterfulgte: Clemens 14. | Pave 1775-1799 | Efterfulgtes af: Pius 7. |